# London Charterhouse

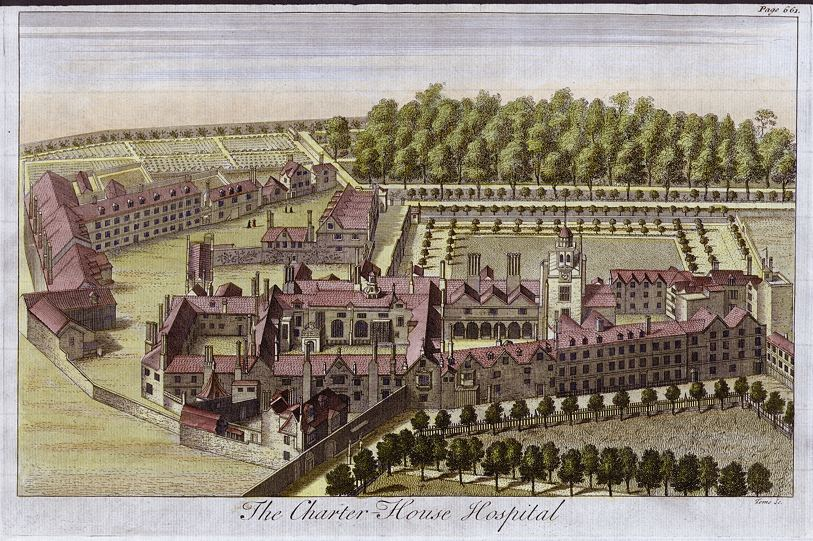
Die Kartause im Jahre 1770

Das London Charterhouse ist ein historischer Gebäudekomplex aus dem 14. Jahrhundert im Londoner Stadtteil Smithfield, der auf eine ehemalige Kartause zurückgeht. Das Areal liegt an einem Platz, der nach der Anlage Charterhouse Square heißt. Die Kartause wurde im Jahre 1371 errichtet und 1537 aufgelassen.

## Geschichte

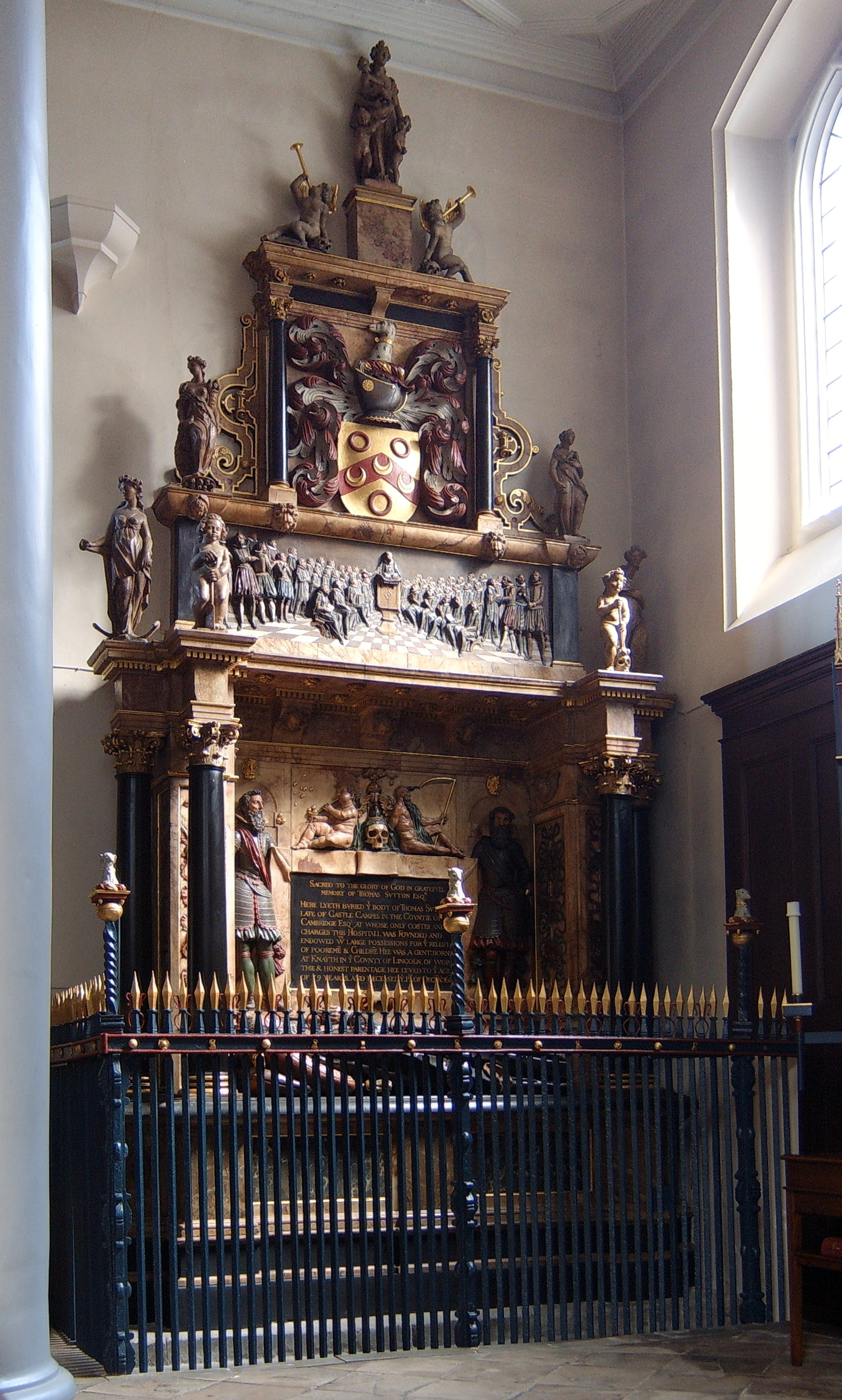
Das Grab Thomas Suttons in der Kapelle der Kartause

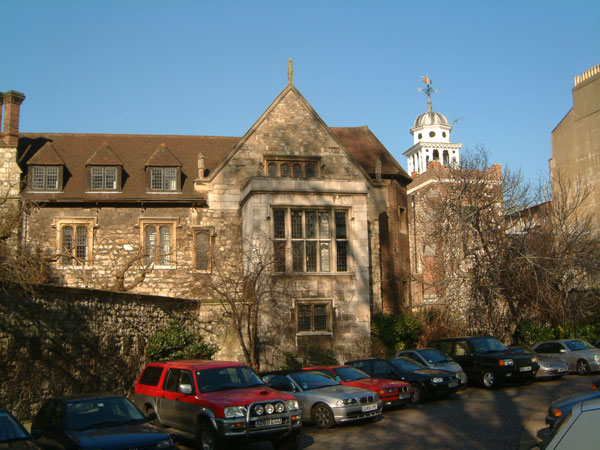
London Charterhouse 2004

Die Kartause wurde 1371 von Walter de Manny nach Plänen des Architekten Henry Yevele auf einem früheren Pestfriedhof erbaut. Der Lordkanzler Heinrichs VIII., Thomas Morus, zog sich hier zur Einkehr zurück.
Zur Zeit der protestantischen Reformation in England wurde das Kloster auf Befehl Heinrichs VIII. aufgelassen. Der Regierung lag viel an der Billigung der Mönche, die wegen ihrer entbehrungsreichen Lebensweise im Volk großes Ansehen genossen. Da die Mönche sich weigerten, den Eid auf die Suprematsakte, die Heinrich VIII. zum Oberhaupt der Kirche in England machte, zu schwören, wurden zunächst der Prior der Kartause, John Houghton, zusammen mit den Prioren der Kartausen von Beauvale und Axelhome, einem Mönch des Erlöserordens und einem Weltpriester auf dem Richtplatz von Tyburn wegen Hochverrats gehängt, ausgeweidet und gevierteilt. Neun Mönche des Londoner Konvents ließ man im Kerker verhungern, ein weiterer, Bruder William Horne, wurde am 4. August 1540 mit fünf anderen Katholiken ebenfalls durch Hängen, Ausweiden und Vierteilen hingerichtet. Papst Paul VI. sprach 1970 achtzehn Märtyrer des Kartäuserordens selig. Ihr Gedenktag ist, zusammen mit anderen Märtyrern am Fest der vierzig Märtyrer von England und Wales.
Nach der Auflassung der Kartause blieb der größte Teil der Gebäude erhalten. Die Zellenhäuschen der Mönche wurden von Instrumentenbauern genutzt, in der Kirche lagerte König Heinrich Jagdgerät. Nach 1545 baute der neue Besitzer, Edward North, das Kloster zu einem  Herrenhaus im Tudorstil mit geschlossenem Innenhof um. Er ließ die Kirche abreißen und erschuf stattdessen die sogenannte „große Halle“ und nebenan den „großen Saal“. 1558 bereitete Königin Elisabeth I. in den Räumen ihre Krönungsfeierlichkeiten vor.
Nach dem Tode Edward Norths im Jahre 1564 erwarb Thomas Howard, 4. Duke of Norfolk das Anwesen und benannte es in „Howard House“ um. Er fügte den Bauten einen überdachten Gang hinzu, den sogenannten „Norfolk-Kreuzgang“, der das Hauptgebäude mit dem Tennisplatz verband. Nachdem man Howard 1571 der Verstrickung in die Ridolfi-Verschwörung beschuldigte, wurde er im Jahr darauf hingerichtet. 
In der Regierungszeit Jakobs I. hielt dieser bei seinem ersten Aufenthalt in London in Howard House Hof. Im Mai 1611 kaufte Thomas Sutton das Areal von Thomas Howard, Norfolks Sohn und Erben. Nach einigen Umbauten entstand dort ein Armenhaus, ein Hospital, eine Schule und eine Kapelle. Suttons Testament enthielt eine Stiftung zugunsten von etwa 80 verarmten Männern, ehemaligen Soldaten und Bediensteten des königlichen Hofs, und den Unterhalt einer Schule für 40 Jungen: The Hospital of King James and Thomas Sutton in Charterhouse, kurz Charterhouse.  Thomas Suttons Grab befindet sich in der Kapelle der früheren Kartause. Der Sarg von Walter de Manny wurde bei Restaurierungsarbeiten entdeckt.
Die Charterhouse School wurde 1872 ins Londoner Umland nach Godalming verlegt und ist mittlerweile eine der bekanntesten Privatschulen Englands. Die Schüler werden immer noch Carthusians („Kartäuser“) genannt. Geblieben ist das Altenheim, Sutton’s Hospital genannt.

## Nutzung als Filmkulisse
Das Gelände wird gern als Drehort gebucht. Die BBC drehte hier Miss Austen Regrets und zwei Charles-Dickens-Verfilmungen (Große Erwartungen, Das Geheimnis des Edwin Drood). Weitere Filme, die die Gebäude als Kulisse benutzen, sind Downton Abbey und Little Dorrit. 2014 wurden Szenen für den Historienfilm Tulpenfieber auf dem Areal der früheren Kartause gedreht.